# Nobuo Macunaga
Nobuo Macunaga (japonsko 松永 信夫), japonski nogometaš, * 6. december 1921, Šizuoka, Japonska, † 25. september 2007.
Za japonsko reprezentanco je odigral štiri uradne tekme.